# Novi Petrivți, Vîșhorod
Novi Petrivți (în ucraineană Нові Петрівці) este o comună în raionul Vîșhorod, regiunea Kiev, Ucraina, formată numai din satul de reședință. În secolul al XIX-lea, Novi Petrivți făcea parte din volostul Staro-Petrivți, uezdul Kiev.

## Demografie
Componența lingvistică a comunei Novi Petrivți
     Ucraineană (96,18%)
     Rusă (3,43%)
     Alte limbi (0,1%)
Conform recensământului din 2001, majoritatea populației comunei Novi Petrivți era vorbitoare de ucraineană (96,18%), existând în minoritate și vorbitori de rusă (3,43%).